# مسييه 2

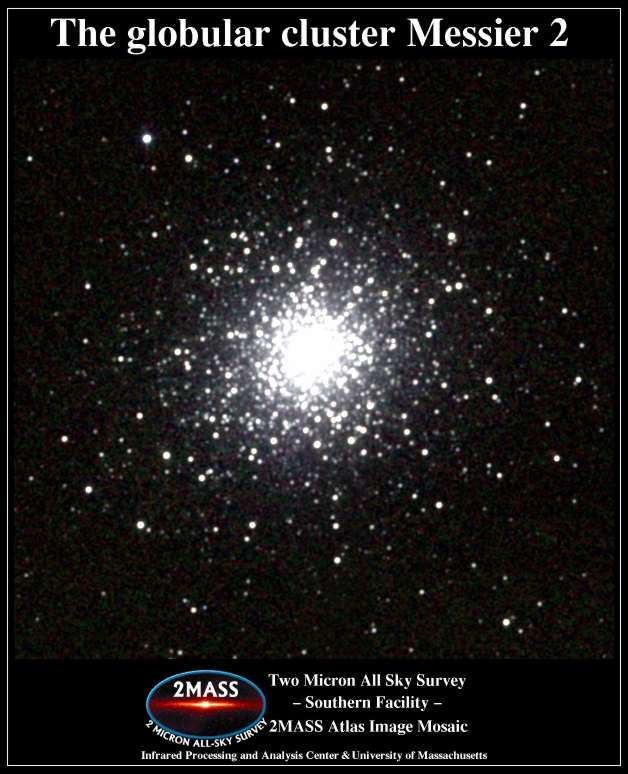
صورة مسييه 2 من مرقاب 2MASS

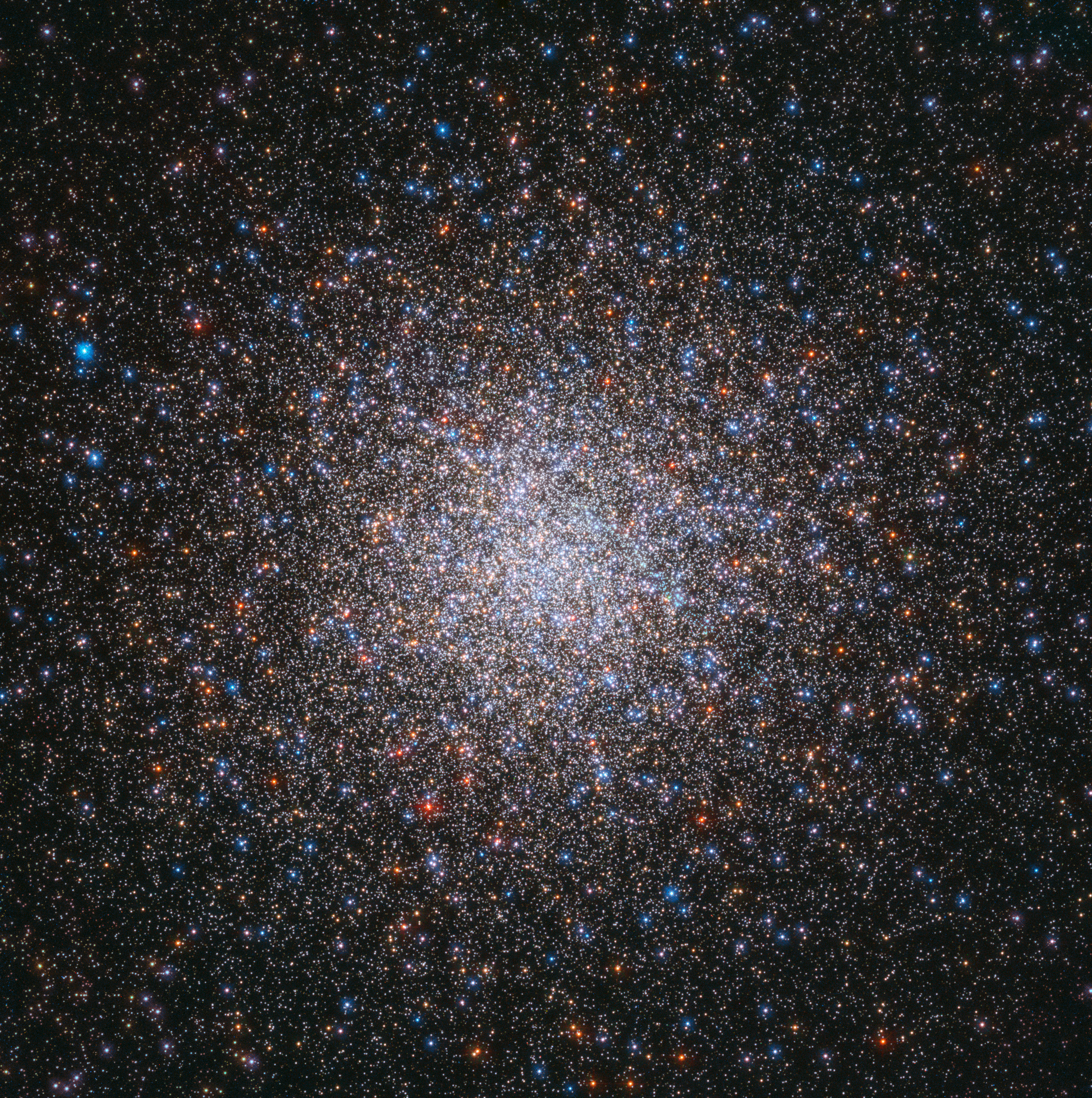
صورة مسييه 2 من تلسكوب هابل الفضائي.

مسييه 2 (بالإنجليزية: M2) هو عبارة عن تجمع كروي من النجوم يوجد في كوكبة الدلو، هذا التجمع الكروي يقع على مسافه تقدر بحوالي 55,000 سنه ضوئية من الكرة الأرضية، اكتشفه جان دومينيك مارالدي في 1746. يبلغ قطره حوالي 175 سنة ضوئية، و يعتبر M2 واحدة من ألمع وأكبر العناقيد الكروية في السماء، ويبلغ مقدار لمعان هذا التجمع 6.5 قدر ظاهري، أي يسهل العثور عليه من خلال منظار ثنائي العينية. أما بواسطة التلسكوب فإنك تسطيع أن ترى النجوم الفردية في هذا التجمع.

## الاكتشاف و الرؤية
أكتشف عالم الفلك الفرنسي جان دومينيك مارالدي M2 في عام 1746 أثناء مراقبة مذنب مع عالم الفلك الفرنسي جاك كاسيني.
ثم أعاد تشارلز ميسييه إكتشافه في عام 1760، لكنه اعتقد أنه سديم بدون أي نجوم مرتبطة به.
و لكن عالم الفلك البريطاني ويليام هيرشل اُعتبر في عام 1783 أول من أكتشف النجوم الفردية في العنقود.
في ظل ظروف جيدة للغاية، يمكنك رؤية هذا العنقود بالعين المجردة.
عندما تراه بواسطة المناظير أو التلسكوبات الصغيرة سوف تشاهد هذا العنقود على أنه غير نجمي.
في حين أن التلسكوبات الأكبر حجماً ستحلل النجوم الفردية و التي يكون ألمع نجومها من حيث الحجم الظاهري 13.1+ .

## الصفات
يحتوي هذا العنقود على حوالي أكثر من 150,000 نجم بما في ذلك 21 نجماً متغيراً معروفاً و ألمع نجومها هي النجوم العملاقة الحمراء و الصفراء. النوع الطيفي الكلي هو F4.
ويُعتبر M2 جزء من Gaia Sausage (البقايا المفترضة لمجرة قزمة مندمجة)،
وكذلك هذا العنقود يعتبر مميز فضلاً عن كونه واحداً من المجموعات الغنية والأكثر إندماجاً.
ويعتبر هذا العنقود غني و مضغوط و بيضاوي الشكل بشكل ملحوظ، و يبلغ عمرها 13 مليار سنة و هي واحدة من أقدم العناقيد الكروية المرتبطة بمجرة درب التبانة.

## معرض صور

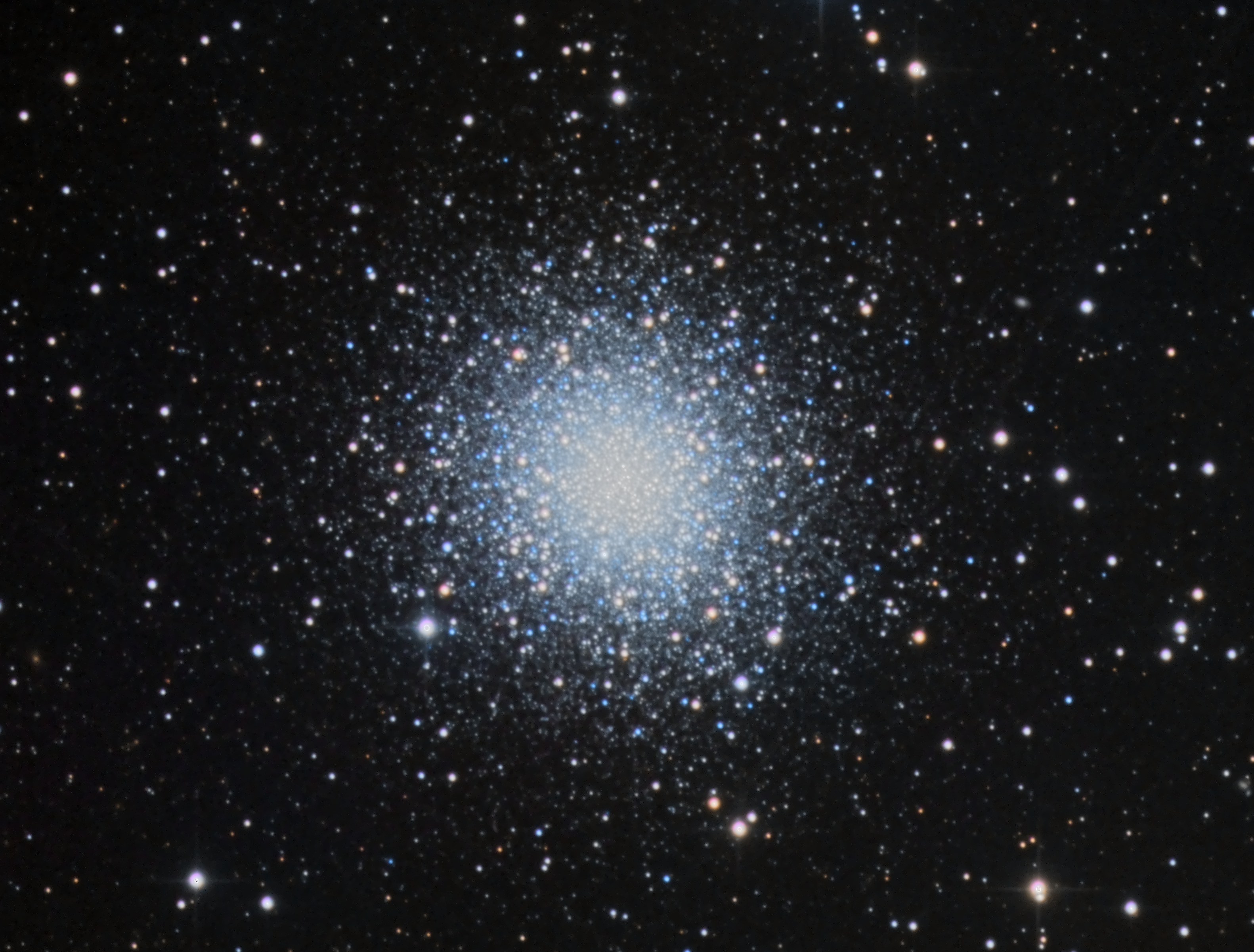
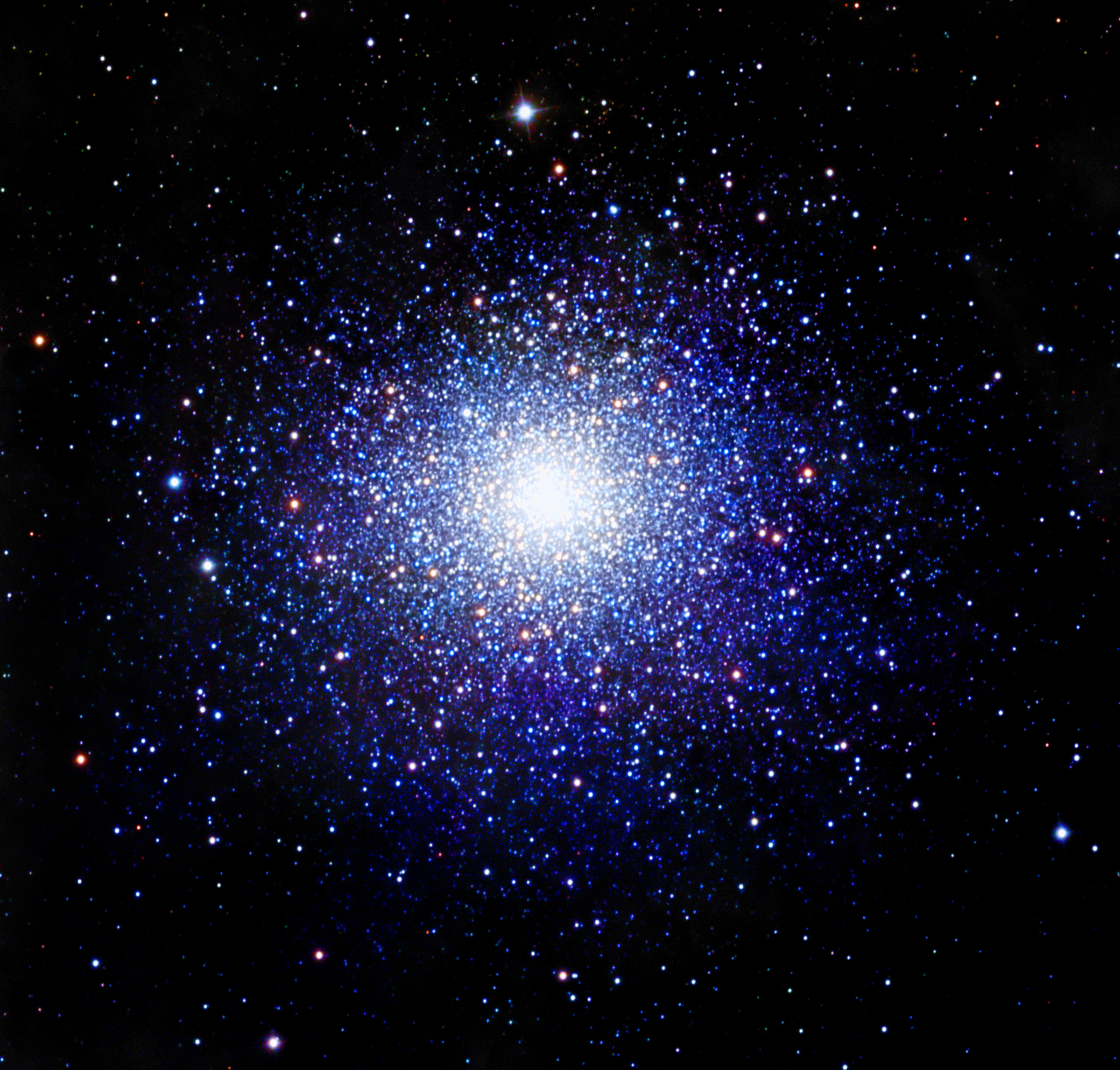
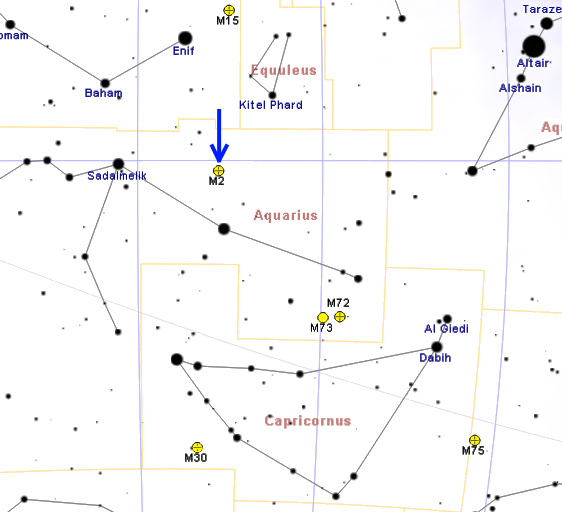

## اقرأ أيضا
- نجم
- مجرة
- قزم أبيض
- عملاق أحمر
- الانفجار العظيم
- خط زمني للانفجار العظيم
- نجم نيوتروني
- ثقب أسود